# Софійська єпархія
Софійська єпархія (болг. Софийска епархия) — єпархія Болгарської православної церкви з катедрою в місті Софія і архієрейськими намісництвами в Самокові, Іхтімані, Дупніці, Радомирі, Кюстендилі, Трині і Годечі.

## Історія
Завдяки сприятливому географічному положенню Софія стала відомим християнським центром ще з початку IV століття. У 343 році тут були скликані важливі церковні збори, які посилили авторитет Софійської єпископії.

## Єпископи
Сердікійські єпископи
- Ферапонтом (III століття)
- Протоген (325—344)
- Юліан (424 і 431)
- Зосим (458)
- Домніон (515)
- Василіск (551)
- Фелікс (594)

Митрополити Софійські
- Михаїл (1070—1080)
- Нікіта (1100)
- Іоанн (1329)
- Леонтій (1360)
- Сілоаній (1455—1469)
- Сільвестр (1469)
- Калліст (травень 1484)
- Калевіт (1493—1503)
- Єремія (1513 — 31 грудня 1522)
- Ніфонт (липень 1528)
- Панкратій (травень 1534)
- Яків (серпень 1555)
- Діомідом (1564—1565)
- Григорій (6 січня 1587–1601)
- Іоасаф (червень 1601)
- Неофіт (1603)
- Єремія (1614—1628)
- Мелетій (27 червня 1628–1631)
- Єзекіїль (30 листопада 1639–1640/1645)
- Мелетій (1 червня 1670)
- Даниїл (травень 1676–1678)
- Оксентій (1678—1680)
- Кирил (28 липня 1680 — ?)
- Феокліт (1692)
- Григорій (1694—1701)
- Анастасій (23 травня 1701–1743)
- Анфім (травень 1743–1754)
- Єремія (14 квітня 1754–1783)
- Ієронім (1783)
- Феофан (вересень 1783–1822)
- Іоаким (24 листопада 1822—1830)
- Паісій (червень 1830–1837)
- Паісій (7 жовтня 1847–1853)
- Гедеон (липень 1853–1861)